# Le Lama blanc
Le Lama blanc est une série de bande dessinée fantastique française écrite par le Chilien installé en France Alejandro Jodorowsky et dessinée par le Français Georges Bess. Elle est publiée depuis 1988 par Les Humanoïdes associés.

## Synopsis
Le Grand Lama se réincarne dans un enfant blanc, né dans les montagnes tibétaines.
Tout se ligue contre lui pour l'empêcher de retrouver son rang.
L'enfance et les méfaits de Milarépa sont repris dans la bande dessinée Le Lama Blanc.

## Albums
- Le Lama blanc, Les Humanoïdes Associés :

1. Le Lama blanc (11/1988) republié sous le titre Le Premier Pas en 02/2000[1] ;
2. La Seconde Vue (11/1988)[2] ;
3. Les Trois Oreilles (09/1989)[3] ;
4. La Quatrième Voix (01/1991)[4] ;
5. Main fermée, main ouverte (11/1992)[5] ;
6. Triangle d'eau, triangle de feu (09/1993)[6].

INT. Le Lama blanc, Intégrale (novembre 1995)
- La Légende du Lama Blanc, Glénat :

1. La Roue du Temps (10/2014) ;
2. La Plus Belle Illusion (02/2016) ;
3. Le Royaume sous la Terre, 2017.